# Suture fronto-maxillaire
La suture fronto-maxillaire est la suture qui relie le segment latéral de la partie nasale de l’os frontal et le sommet du processus frontal du maxillaire.